# Libertiella malmedyensis
Libertiella malmedyensis är en svampart som beskrevs av Speg. & Roum. 1880. Libertiella malmedyensis ingår i släktet Libertiella, divisionen sporsäcksvampar och riket svampar.  Arten är reproducerande i Sverige. Inga underarter finns listade i Catalogue of Life.